# Giro dell'Umbria 1926
Il Giro dell'Umbria 1926, ottava edizione della corsa, si svolse il 18 luglio 1926 su un percorso di 265 km, con partenza e arrivo a Terni, in Italia. La vittoria fu appannaggio dell'italiano Emilio Petiva, che completò il percorso in 9h45'30", alla media di 27,155 km/h, precedendo i connazionali Alfredo Barducci e Azeglio Terreni.
Sul traguardo di Terni 15 ciclisti portarono a termine la competizione. 

## Ordine d'arrivo (Top 10)
| Pos. | Corridore            | Squadra | Tempo    |
| ---- | -------------------- | ------- | -------- |
| 1    | Emilio Petiva        | -       | 9h45'30" |
| 2    | Alfredo Barducci     | -       | a 5'30"  |
| 3    | Azeglio Terreni      | -       | a 7'00"  |
| 4    | Gioacchino Malassisi | -       | a 18'00" |
| 5    | Arnaldo Moscatelli   | -       | a 26'30" |
| 6    | Pietro Chesi         | -       | s.t.     |
| 7    | Alberto Cattaneo     | -       | s.t.     |
| 8    | Umberto Berni        | -       | s.t.     |
| 9    | Riccardo Gagliardi   | -       | a 28'00" |
| 10   | Angiolo Marchi       | -       | a 34'30" |